# エブゲニー・マトヴェーエフ
エブゲニー・マトヴェーエフ（Evgeny Matveev、1984年4月15日 - ）は、ロシアの元ラグビーユニオン選手。

## プロフィール
- ロシア・ペンザ出身[1]。
- ポジションはフッカー(HO)。
- 身長 187cm、体重 102kg
- ロシア代表通算キャップ数は65でラグビーワールドカップ2011・ラグビーワールドカップ2019のロシア代表に選ばれた[2]。

## 略歴
2021年、現役を引退した。